# 2118 Flagstaff
2118 Flagstaff este un asteroid din centura principală, descoperit pe 5 august 1978 de Henry Giclas.